# Falkorona
Névváltozatok:
fali korona (corona muralis) (Turul 1908/2. 62. [Thallóczy])
de: Mauerkrone

Rövidítések:
A falkorona a rangjelölő koronák egyik típusa. Csak a heraldikában létezik, a valóságban nem használják. A magyar heraldikában ritkán alkalmazták, legfeljebb egyes városok címereiben jelenik meg. Az abroncsa stilizált fal és a korona ágait a fal ormói jelképezik.
Már az ókorban is ismerték. A napóleoni heraldikában széles körben használták, a városok közti rangfokozat kifejezésére. A városok fontossága szerint voltak 3, 4 vagy 5 orommal ellátott falkoronák. A színe nem volt meghatározva. Volt arany, ezüst, vörös és természetes színű is. A szék- és fővárosok általában ötormós, a nagyobb városok négyormós, a kisebbek háromormós falkoronát viseltek. Ehhez hasonló rendszert alkalmazott az orosz heraldika és a mai román heraldika is.